# Dukuhpicung
Dukuhpicung is een bestuurslaag in het regentschap Kuningan van de provincie West-Java, Indonesië. Dukuhpicung telt 2872 inwoners (volkstelling 2010).